# Tercera Guerra Mundial
La Tercera Guerra Mundial és un conflicte armat teòric el nom del qual l'identifica com a successor de la Primera (1914-1918) i Segona (1939-1945) Guerres Mundials. Es tractaria d'un conflicte global en el qual probablement s'utilitzaria armament atòmic.
Durant la Guerra Freda, arran de la tensió entre els Estats Units i la Unió Soviètica i particularment a causa del desenvolupament i proves d'armes nuclears, hi hagué una consciència creixent que el món s'encaminava cap al pròxim conflicte global. Aquesta guerra fou anticipada per les autoritats civils i militars de diversos països, i és un tema recurrent en la ficció.
Diversos autors han suggerit que la Guerra Freda fou en si mateixa la Tercera Guerra Mundial, perquè els dos bàndols, l'OTAN i el Pacte de Varsòvia donaren suport polític, militar i econòmic als combatents en diversos conflictes arreu del món. La guerra contra el terrorisme endegada pels Estats Units arran dels Atacs de l'11S també es tracta d'un conflicte global en el qual diversos països participen en conflictes militars arreu del món. El mateix president George Bush la identificà amb aquest nom en una entrevista el 2006.